# Ottawan
Ottawan – francuski zespół muzyczny grający muzykę disco i założony w Paryżu w 1979 przez producentów muzycznych: Daniela Vangarde’a i Jeana Klugera.
W pierwszym składzie zespołu śpiewali wykonawcy pochodzenia karaibskiego: Patrick Jean-Baptiste (ur. 6 kwietnia 1954) i Annette Eltice (ur. 1 listopada 1958). W 1980 wylansowali przebój „D.I.S.C.O.”, który stał się przebojem w Europie, pozostając w rankingach list przez 18 tygodni. Następnie wylansowali hit „Hands Up”, z którym dotarli do trzeciego miejsca na liście przebojów w Wielkiej Brytanii i pozostali na listach przez 15 tygodni. Sporym sukcesem cieszyła się także ich piosenka „Shalala Song”. Po odejściu Eltice z zespołu żeński skład grupy kilkukrotnie się zmieniał.

## Dyskografia
Albumy studyjne
- D.I.S.C.O. (1980)
- Ottawan 2 (1981)